# ルイス・メヒア
ルイス・リカルド・メヒア・カハル（Luis Ricardo Mejía Cajar , 1991年3月16日 - ）はパナマ・パナマ市出身のサッカー選手。カンピオナート・ウルグアージョのナシオナル・モンテビデオに所属している。ポジションはGK。

## クラブ経歴
地元のタウロFCのユースチームを経て、2008年にウルグアイに渡り、CAフェニックスと契約。2010年にトップチームに昇格し、同年8月21日のタクアレンボーFC戦でプロデビュー。2010-21シーズンはトップリーグで13試合に出場。2011年1月に半年間のローン移籍でトゥールーズFCに加入するも、出場機会なく6月にCAフェニックスに復帰。以降2015年まで同チームでプレーし、同年ナシオナル・モンテビデオに移籍。
2022年1月15日、チリのウニオン・エスパニョーラと契約。1年半プレーし、2023年7月28日にラシン・クラブ・デ・モンテビデオと契約。翌年1月17日にはナシオナル・モンテビデオと契約し、古巣に復帰した。

## 代表経歴
2007年にカナダで開催された2007 FIFA U-20ワールドカップに、当時16歳ながら飛び級でU-20代表に選出され出場。2009年にフル代表に招集され、6月8日のジャマイカ戦でフル代表初出場。以降CONCACAFゴールドカップの代表にも随時されたものの、2018 FIFAワールドカップには招集外。2020年11月には日本戦に出場。しかし、後半16分に南野拓実をペナルティーエリアで倒してしまい退場処分。その後のPKを南野に決められ、試合は0-1で敗戦。2024年はコパ・アメリカ2024に出場。グループCで2勝1敗で乗り切り、決勝トーナメント進出に貢献した。